# James Wolfe
Pour les articles homonymes, voir Wolfe.
James Wolfe, né le 2 janvier 1727 à Westerham (Kent, Angleterre) et mort au combat le 13 septembre 1759 à Québec (Nouvelle-France) est un officier général britannique. Il est principalement connu pour sa victoire lors de la bataille des Plaines d'Abraham à la tête de l'armée britannique destinée à envahir la Nouvelle-France. Sa mort au combat, en même temps que son rival Montcalm, frappa les imaginations, le transforma en héros dans le monde anglo-saxon et fit passer sous silence plusieurs de ses décisions controversées.

## Biographie

### Jeunesse militaire
James Wolfe est le fils du lieutenant-général anglo-irlandais Edward Wolfe, qui a fait carrière dans les Royal Marines et a commandé le 8th Regiment of Foot, et de Henrietta Thomson, sœur d'un député britannique.
James Wolfe fréquente différentes écoles à Westerham puis à Greenwich où sa famille s'établit en 1738. De santé fragile, il acquiert rapidement la physionomie qui le fait remarquer toute sa vie. Très tôt, la vocation militaire est manifeste chez le jeune James, qui intègre le 12th Regiment of Foot à l'âge de 15 ans comme enseigne. C'est à ce titre qu'il participe à la victoire anglo-hanovrienne lors de la bataille de Dettingen, le 27 juin 1743. Dans une position désespérée, les troupes du roi Georges II sont sauvées par l'indiscipline d'officiers de l'armée française, convaincus d'avoir déjà remporté la victoire. Après la bataille, le jeune James est promu lieutenant. Deux ans plus tard, il est nommé capitaine et sert au 4th Regiment of Foot. Il est donc à son poste lorsque son régiment prend part à la célèbre bataille de Culloden en Écosse, le 16 avril 1746 et lors de la répression qui suivra. Affecté comme aide de camp à la cavalerie de l'aile gauche de l'armée britannique, Wolfe engage le combat une fois les rebelles écossais en fuite, galopant à leur poursuite avec une violence peu commune pour l'époque.

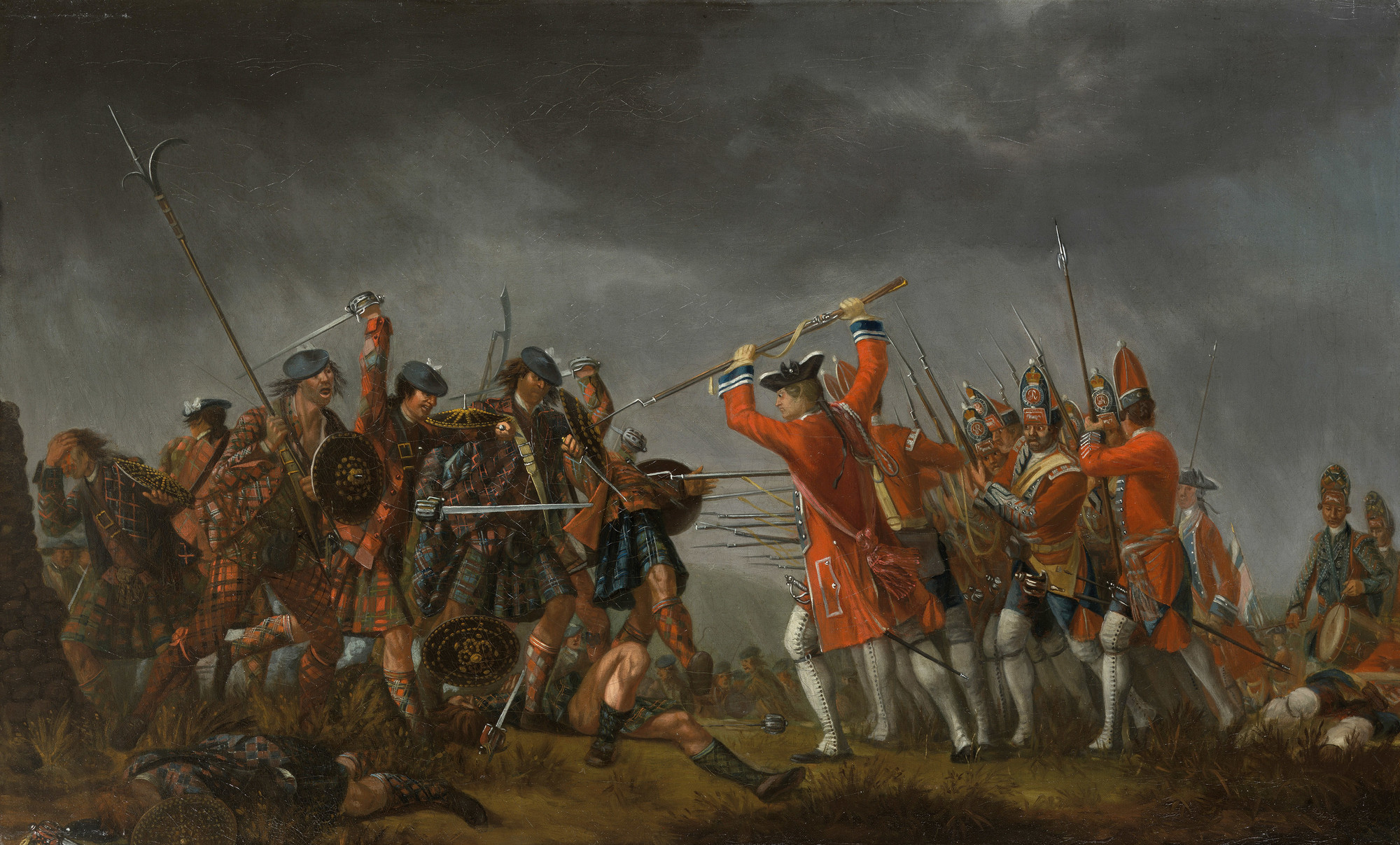
Wolfe fait ses premières armes lors de la rébellion jacobite contre les célèbres Highlanders écossais.

Avec l'extinction de la menace jacobite, le régiment de Wolfe est déployé en Europe pour s'opposer aux armées françaises jusque-là victorieuses. Il participe à la bataille de Lauffeld, aux Pays-Bas le 2 juillet 1747. Déployés à la gauche des armées alliées, les hommes de Wolfe combattent dans les ruines du village, perdu et repris 3 fois face aux troupes françaises. Malgré le courage des troupes britanniques, leurs alliés hollandais et autrichiens déployés au centre et à droite de leur armée s'effondrent et forcent les Britanniques à abandonner leurs positions. Wolfe étant blessé au combat, ses hagiographes évoquent sa bravoure lors de cette défaite,, tandis que les travaux plus récents font état d'un manque de preuves que Wolfe se soit fait remarquer lors de cette journée décisive.
Avec la fin de la guerre de Succession d'Autriche, Wolfe est promu major au 20th Regiment of Foot, tenant garnison en Écosse afin d'y réprimer tout nouveau soulèvement. Âgé de 22 ans et commandant les 800 hommes de son unité en l'absence du lieutenant-colonel Cornwallis, Wolfe se forge rapidement une réputation de sévérité et d'exigence envers ses hommes et envers lui-même. Il poursuit sa mission de pacification en Écosse jusqu'au déclenchement de la guerre de Sept Ans et il est promu lieutenant-colonel en 1750.

### Guerre de Sept Ans

#### Guerre en Europe
Sir Winston Churchill décrit la guerre de Sept Ans comme la véritable première guerre mondiale. À ce titre, elle fait rage sur tous les continents. Au début des combats, Wolfe est en Europe. Après quelques années, il est envoyé en Amérique du Nord.

##### Pantalonnade de Rochefort

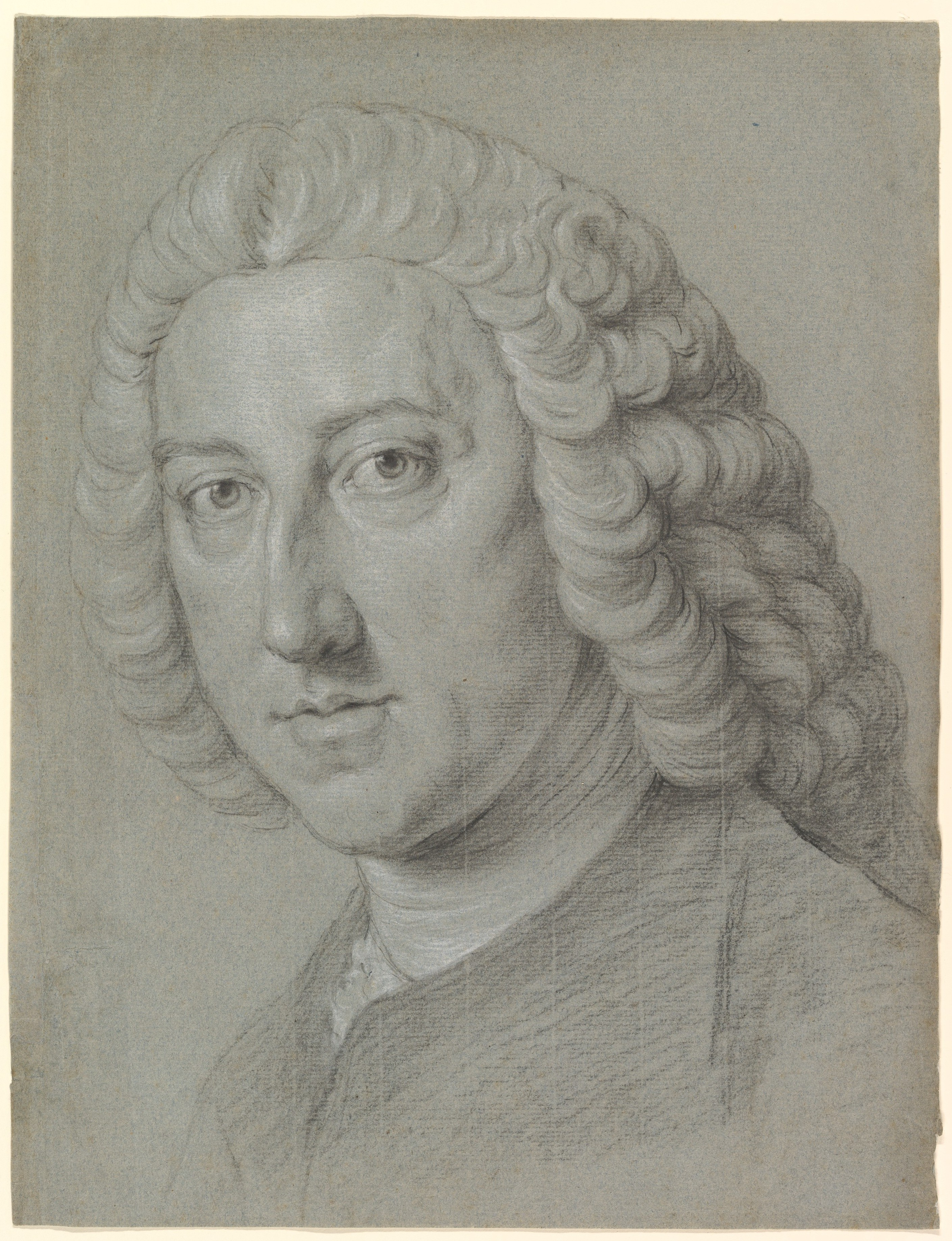
Premier ministre britannique et architecte de la Conquête, William Pitt, dit l'Ancien, remarque le rôle de Wolfe lors de la défaite de Rochefort et lui confie un rôle dans l'offensive contre Louisbourg.

Le régiment de Wolfe passe le début du conflit en garnison dans le sud de la Grande-Bretagne afin de protéger les côtes d'un éventuel débarquement français. Le débarquement ne venant pas, la pression se fait forte en Angleterre pour venger la débâcle de Minorque. En 1757, une opération de représailles est organisée pour aller neutraliser la grande base navale française de Rochefort. Elle quitte les côtes britanniques le 7 septembre 1757. Durant toute la traversée, Wolfe est terrassé par le mal de mer et voit sa santé se détériorer. L'expédition, si mal commandée que son responsable finit en cour martiale, est un échec retentissant. Incapable d'utiliser sa supériorité en homme et en navire, le supérieur de Wolfe voit toutes ses tentatives déjouées par les Français. On retrouve des commentaires moqueurs sur cette défaite partout en Europe:« Jusqu’alors, les Anglais étaient enviés et détestés en Europe. Maintenant, on les méprise ».
Wolfe est néanmoins épargné par le ridicule de la campagne, il en sort même avec les honneurs comme l'un des rares officiers efficaces de l'expédition. Remarqué par ses suggestions et son travail de quartier-maître de l'opération, il est promu colonel du 67th Regiment of Foot.

#### Guerre en Amérique

##### Siège de Louisbourg

Le rôle du brigadier Wolfe est central lors du siège de Louisbourg. À la tête de ses soldats, ses succès tactiques déjouent les plans de la défense et condamnent la forteresse française.

Alors que commence l'année 1758, la Grande-Bretagne doute fortement de ses chances de remporter une guerre où elle a connu de multiples défaites. Le premier ministre Pitt décide donc d'intensifier l'effort militaire anglais et de le concentrer en Amérique du Nord. Son objectif principal est de s'emparer de la Nouvelle-France. L'envoi de renforts massifs en Amérique permet aux Britanniques de préparer plusieurs opérations simultanées, visant à submerger les peu nombreuses forces défendant la Nouvelle-France. La plus grande vise Louisbourg, la grande forteresse défendant l'accès au Saint-Laurent. La seconde vise le lac Champlain et la prise de Fort Carillon, base logistique française barrant la voie vers Montréal. La troisième a pour objectif fort Duquesne. 20 000 soldats réguliers, soutenus par un nombre équivalent de soldats coloniaux, sont mobilisés pour envahir un territoire dont la population totale n'excède pas 80 000 habitants.
Wolfe prend part à une expédition risquée vers Louisbourg: la précédente en 1757 a échoué face à la marine française. De plus, les opérations amphibies précédentes dans la guerre, Rochefort et Minorque, ont révélé de sérieux problèmes de coordination entre la Royal Navy et l'armée britannique. Promu brigadier général, Wolfe a donc un rôle central dans l'armée confiée au général Amherst. Débarquant avec des troupes d'élite dans l'anse de la Cormorandière, réputée inaccessible, Wolfe réussit à se frayer un chemin dans les défenses françaises malgré de lourdes pertes le 8 juin. Bien supérieures en nombre, les forces britanniques encerclent la forteresse et commencent un siège difficile : l'automne tire à sa fin et chaque jour perdu diminue les chances d'attaquer Québec avant l'hiver.
Wolfe se fait remarquer en commandant l'artillerie qui aura pour mission de neutraliser la flotte française soutenant la forteresse, notamment en détruisant le vaisseau de ligne l'Entrepreneur. Le 26 juillet, le gouverneur Drucourt, à court de moyens de résistance, offre la capitulation de la ville aux forces britanniques. Les 2 000 soldats français encore en état de combattre se voient alors refuser les honneurs de la guerre par des officiers bien décidés à faire payer aux Français leurs victoires répétées en Amérique. Cette première grande victoire britannique arrive à point nommé pour restaurer le moral de l'armée, secouée par la défaite des 16 000 hommes d'Abercromby face aux 3600 de Montcalm à fort Carillon le 8 juillet précédent.
Néanmoins, la résistance opiniâtre des défenseurs de Louisbourg a duré trop longtemps pour permettre aux Britanniques d'attaquer Québec en 1758. Déterminé à utiliser le temps de campagne qui lui reste et les Français ne disposant pas de forces capables de s'opposer aux raids anglais, Amherst décide de lancer une opération qui sert à la fois de représailles sur la population canadienne et d'opération de guerre contre la logistique française. Pour la commander, il choisit Wolfe, son second officier. À la tête de 3 bataillons de soldats réguliers et transporté par la flotte du contre-amiral Hardy, Wolfe a pour ordre de semer la terreur et la désolation en Gaspésie et en détruire ses pêcheries tandis qu'une autre expédition, commandée par Monckton, s'attaque aux Acadiens encore installés autour de la rivière Saint-Jean. Sans possibilités de se défendre, Gaspé est rasée le 11 septembre 1758. Suivent Miramichi, Pabos, Grande-Rivière et Mont-Louis. Cependant, la destruction des stocks de nourriture visés s'avère impossible, les navires transportant le ravitaillement étant partis pour Québec une semaine avant l'arrivée de la Royal Navy. L'action de Wolfe assure toutefois que nul autre tonneau de poisson séché ne vienne garnir les entrepôts presque vides de Québec. La précarité de son ravitaillement est d'ailleurs l'une des raisons principales de la chute de Québec, qui survient l'année suivante. Ce genre d'opération a été menée avec régularité par les Français et leurs alliés durant toutes les guerres coloniales précédentes et a démontré son efficacité. La besogne achevée, Wolfe repart pour l'Angleterre passer l'hiver et y préparer l'avenir.

##### Siège de Québec

###### Échec et terreur
Après des semaines de lobbying, Wolfe réussit à obtenir un commandement supérieur. Il est déçu de ne pas être envoyé combattre en Allemagne et de devoir retourner en Amérique. Son moral est également atteint par le décès récent de son père. En hommage à celui-ci, il porte un foulard noir de deuil durant tout le siège de Québec. Il est ainsi nommé à la tête de l'expédition envisagée vers Québec et obtient le grade, temporaire, de major général. Cette expédition est alors l'une des plus complexes opérations militaires jamais montées par la Grande-Bretagne. Un quart de sa flotte est ainsi mobilisée pour transporter et soutenir un corps de 9 149 soldats réguliers et de 163 pièces d'artillerie. Cette armée est soutenue par 49 vaisseaux de guerres, portant 1871 canons, 6 mortiers et servis par 13 500 marins. Elle est transportée par 140 navires civils servis par 4 500 hommes issus de la marine marchande. Une fois ajoutés les 2100 Royal Marines présents sur les vaisseaux de la Royal Navy, ce sont près de 30 000 hommes qui se préparent à envahir un pays d'environ 80 000 habitants.
La campagne se révèle frustrante pour les Anglais. Wolfe est rapidement en butte à l'hostilité et à l'inimitié de ses brigadiers: Monckton, Murray et Townshend qui le décrivent comme froid et colérique. Ce dernier laisse d'ailleurs un grand nombre de caricatures de Wolfe,. La défense acharnée montée par les Français sous le commandement de Montcalm est également une autre mauvaise surprise. Avant le 13 septembre, Wolfe ne parvient pas à provoquer une bataille rangée où ses réguliers auraient l'avantage. Son armée est alors soumise au harcèlement des miliciens canadiens et de leurs alliés des Premières Nations. Elle est repoussée lors de sa tentative de débarquement à Beauport le 31 juillet. Se trouvant loin de ses bases et craignant un hiver hâtif, Wolfe commence à douter de ses chances de l'emporter.

Plan du siège de Québec de 1759.

Frustré par la prudence de ses ennemis et souffrant personnellement de la maladie de la pierre, Wolfe décide de les forcer à la bataille en s'attaquant aux civils. Il commence par organiser la destruction de la ville de Québec par bombardement et installe pour dans ce but ses batteries à la Pointe-Lévy. La ville tenant toujours au mois d'août, Wolfe décide de recourir à la même stratégie qu'à Gaspé l'été précédent: la terreur. Plusieurs historiens attribuent sa décision en partie à la maladie qui le tenaille depuis son arrivée,. De santé fragile, une fièvre constante et de sérieux ennuis à la vessie le plongent dans des douleurs difficilement supportables. Il fait donc appel à des opiacés pour se soulager, mais ceux-ci ne font que rendre son exercice du commandement imprévisible et erratique.
Ce que la légende nommera l'Année des Anglais voit les troupes britanniques ravager la Rive-Sud du Saint-Laurent, brûlant fermes et villages, pillant et massacrant la population et s'assurant que les défenseurs de Québec soient mis au courant des dangers courus par leurs familles et leurs terres. « On parle de l'année des Anglais exactement comme on parlerait de l'année des sauterelles ou d'une grande épidémie». Sur les ordres de Wolfe, les Tuniques rouges brûlent tout ce qu'ils trouvent sur une bande de côtes de 200 km, de Kamouraska à Deschambault.
Montcalm refuse de son côté de tomber dans le piège de Wolfe, dont la situation devient peu à peu désespérée: l'hiver approche.

###### Guerre psychologique
Wolfe manie bien l'arme psychologique comme le démontre son manifeste, qui vise avant tout à semer crainte et terreur dans le cœur des habitants. C'est ainsi qu'en mars 1759, dans une missive au général britannique Jeffery Amherst, Wolfe écrit : 
« S'il arrivait que, soit lors d'un accident maritime, soit par résistance de l'ennemi, soit par maladie, soit que nos troupes aient été décimées, nous réalisions que Québec malgré tous nos efforts, a peu de chance de tomber, je me propose de l'incendier par nos tirs de boulets, de détruire les récoltes, les maisons et le bétail, tant en aval qu'en amont, d'exiler le plus grand nombre possible en Europe, et de ne laisser derrière moi que famine et désolation ; mais nous devons apprendre à ces crapules à faire la guerre d'une manière qui soit plus digne de gentilshommes. »
— James Wolfe
Wolfe met ses menaces à exécution et un grand nombre de fermes le long du Saint-Laurent sont incendiées. Ce geste cause deux hivers de famine. Le journal de John Knox, témoin direct, en atteste. Il raconte l'horreur d'entendre des femmes et des enfants crier pendant qu'ils brûlent vifs.

###### Bataille des Plaines d'Abraham

Carte illustrant les positions et le déroulement de la bataille des Plaines d'Abraham

Alors que septembre avance, la situation de l'armée de Wolfe devient de plus en plus critique: elle doit prendre Québec ou se rembarquer et descendre le fleuve avant d'être coincée par les glaces. Wolfe, dont le moral inquiète ses seconds, cherche à renouveler la tentative sur le centre des lignes françaises, sur la côte de Beauport,. Ses trois brigadiers l'en empêchent, arguant que les Français ont encore renforcé la position qui les avait repoussées en juillet. C'est alors que le général anglais se résout à un quitte ou double en débarquant à l'Anse-au-Foulon et en escaladant la falaise avec 4 500 hommes et des canons. Le grand spécialiste de l'histoire militaire française, Gérard Saint-Martin, décrit même le plan de Wolfe comme un « acte presque désespéré ». Ses brigadiers sont cette fois tenus dans le noir: après coup, ils seront furieux de s'être fait imposer une opération, « irréalisable » selon Murray et croient que leur chef a perdu la tête,. L'opération est lancée le 13 septembre. Prévenus par un déserteur qu'un convoi de vivres est attendu depuis Montréal, les Britanniques parviennent à déjouer la vigilance des sentinelles françaises et s'emparent rapidement de l'Anse-au-Foulon. La défense menée par Vergor et une centaine de miliciens et de soldats des troupes de marine ne parvient qu'à prévenir Montcalm du débarquement. Celui-ci accourt avec les troupes qu'il a sous la main. Wolfe tient enfin la bataille rangée qu'il souhaitait.

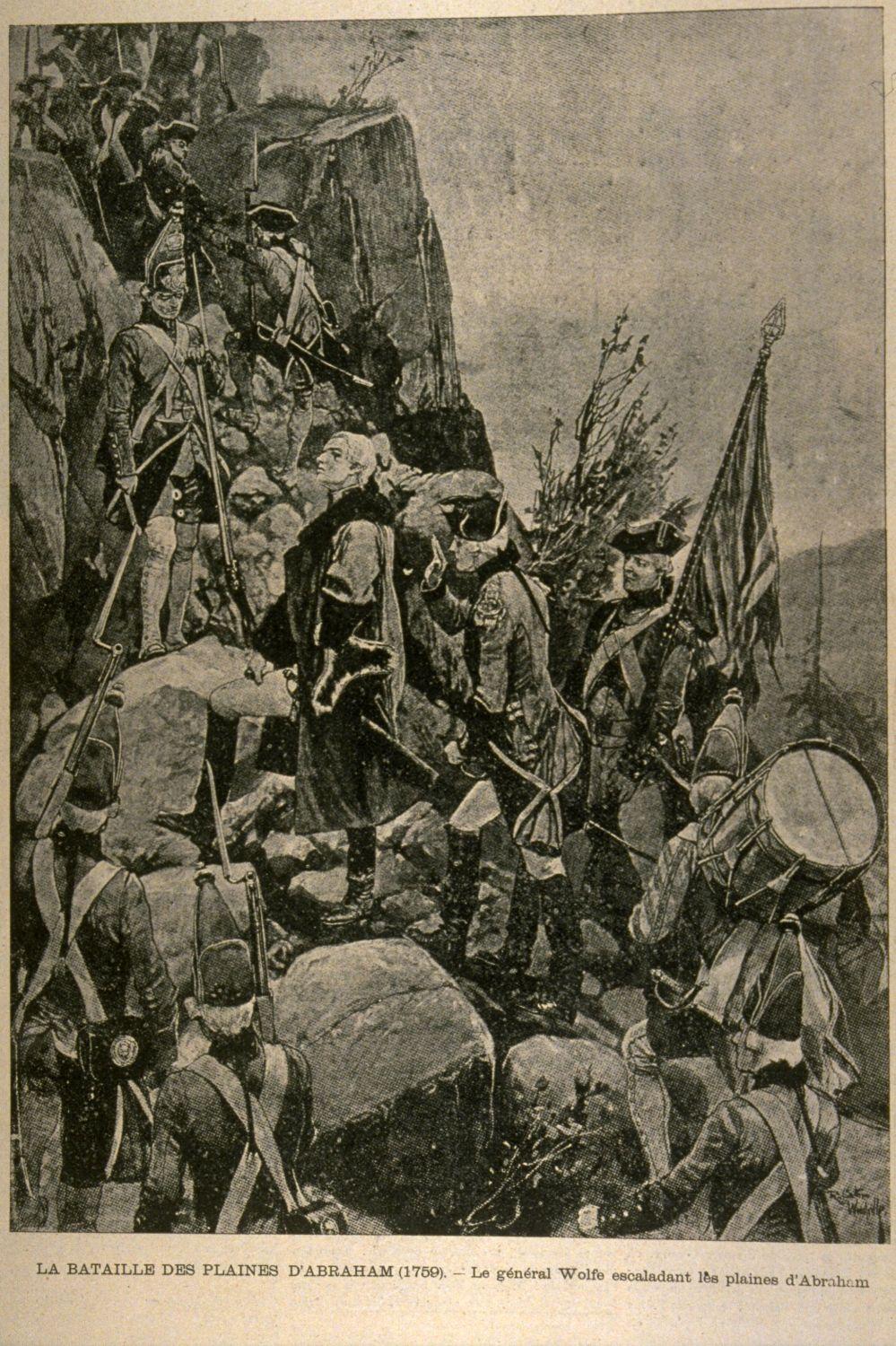
Très risquée et contraire à la sagesse militaire, l'opération de débarquement à l'Anse-au-Foulon réussit par chance. Elle condamne Montcalm à livrer une bataille qu'il a passé 2 mois à tenter d'éviter.

La contre-offensive française est rapide et vise à empêcher Wolfe de se fortifier sur ses positions. En effet, située entre les entrepôts vides de Québec et les vivres de Montréal, son armée peut ainsi couper le ravitaillement déjà précaire de la forteresse française. L'armée de Wolfe est entièrement composée de soldats professionnels et équipés de fusils plus puissants que ceux de l'armée française. Elle repousse la charge des soldats de Montcalm par un feu de mousqueterie rapide et mortellement efficace. Après quelques minutes de tirs, l'armée française est complètement désorganisée par les salves des soldats britanniques. Wolfe ordonne alors aux soldats anglais de mettre leurs baïonnettes au fusil et aux soldats écossais de tirer leurs fameuses épées claymore et de charger. La déroute française est complète, du moins pour les troupes régulières. Les miliciens canadiens et leurs alliés amérindiens, bien embusqués dans les bois alentour, stoppent net cette charge et infligent à leur tour de lourdes pertes aux soldats britanniques.

###### Décès et rapatriement du corps

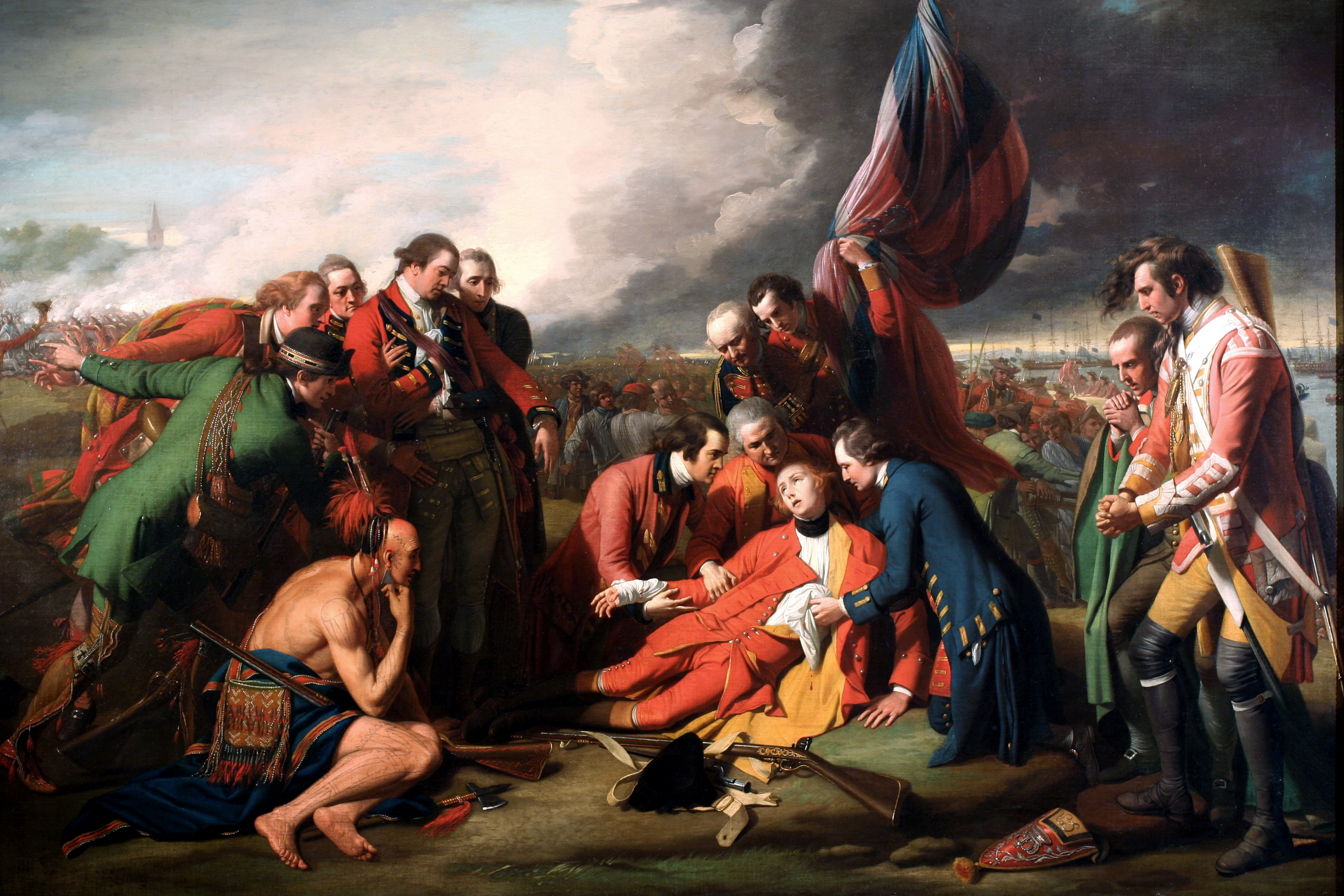
La Mort du général Wolfe (1770) par Benjamin West

Au cours de la bataille, Wolfe est blessé plusieurs fois. Il est atteint dès le début de l'engagement par une balle qui lui traverse le poignet droit. Il panse rapidement la blessure et tente de l'ignorer. Un second projectile vient érafler son ventre, le blessant légèrement. Aucune de ces blessures n'est mortelle et le général continue à commander ses hommes au feu. Mais, alors qu'il ordonne la charge, il est atteint, probablement par des miliciens canadiens ou des guerriers amérindiens, de deux balles à la poitrine gauche. Certains ont pensé à l'époque qu'il avait pu être, volontairement ou non, touché par le tir d'un de ses propres soldats. Il est impossible de trancher avec certitude. Soutenu par le lieutenant Browne des Grenadiers de Louisbourg et par le volontaire James Henderson, il est amené en sécurité à l'arrière. Browne tente bien de panser les blessures du général, mais l'hémorragie ne laisse aucun espoir aux secouristes. Il existe plusieurs versions différentes de ses derniers mots. La plus vraisemblable est qu'il ait refusé le secours d'un médecin, affirmant que cela était désormais inutile. Suivra ce dialogue devenu célèbre.

« - Ils fuient! Voyez comme ils fuient !
- Qui fuit?

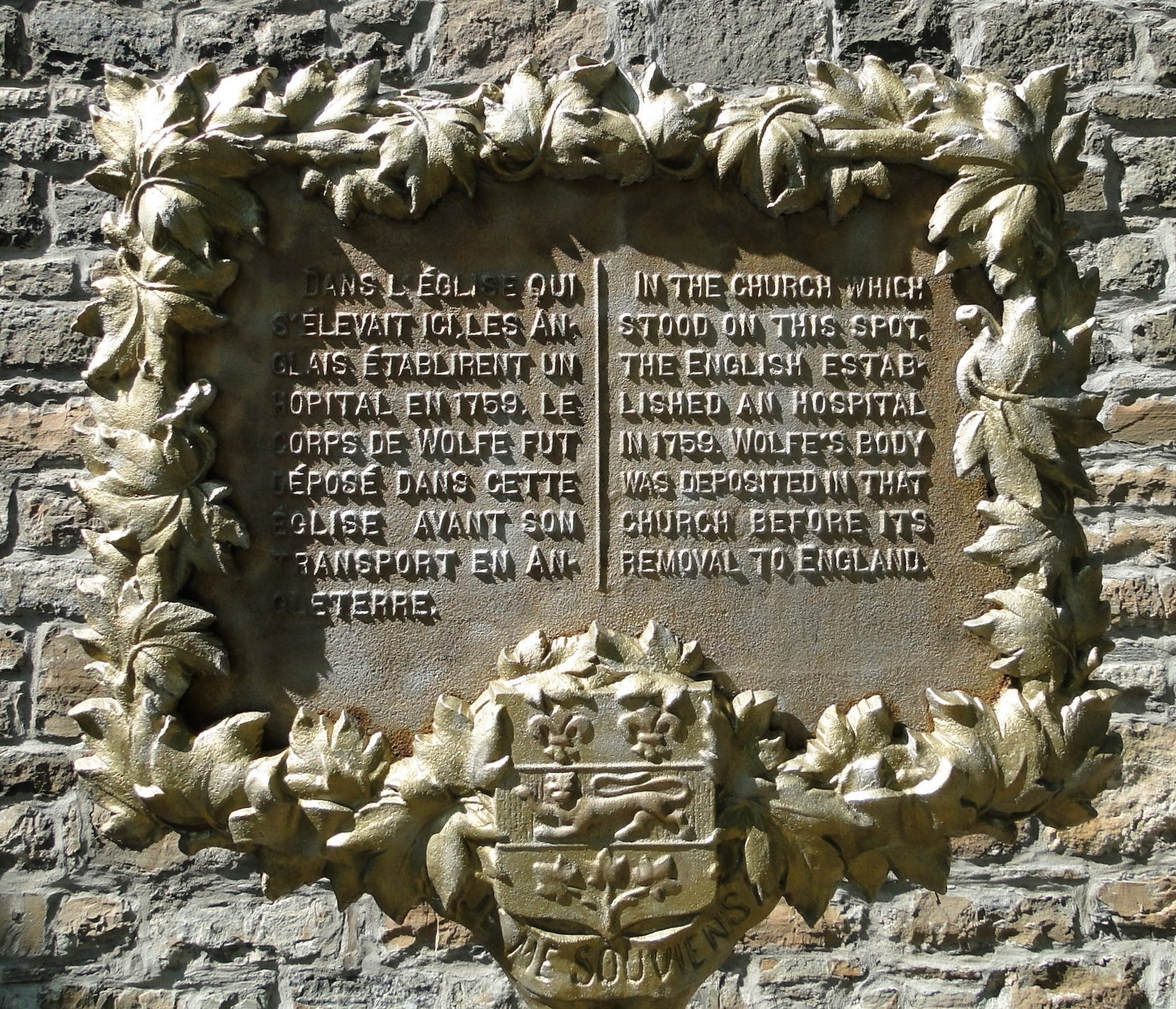
Plaque située sur l'ancien site de l'église Saint-Joseph à Lévis.

- L'ennemi monsieur. Ils cèdent partout.
- Maintenant, Dieu soit loué, je vais mourir en paix. »

— Dialogue entre Wolfe et un aide de camp
Le 13 septembre, son corps est transporté au village de Saint-Joseph-de-la-Pointe-Lévy (aujourd'hui Lévis) où se situe le camp militaire du général Robert Monckton. Son corps est déposé et embaumé à l'église Saint-Joseph (secteur Lauzon) qui est réquisitionnée à titre d'hôpital militaire. On a raconté que le lendemain, son corps est déposé dans un tonneau de rhum pour être conservé et il est expédié à Londres à bord du vaisseau de guerre Royal William. Il repose dans la crypte de l'église Saint-Alfège du quartier Greenwich de Londres.

### Mémoire

La mémoire de Wolfe est encore régulièrement célébrée dans le monde anglo-saxon.

La mort du général Wolfe en pleine victoire fera de lui un héros dans le monde anglo-saxon. De nombreux portraits lui sont consacrés ainsi qu'un grand nombre de chansons et de livres, beaucoup prenant un caractère hagiographique. Wolfe est ainsi transformé en une figure christique, qui se sacrifie pour fonder l'Empire britannique. Il est ainsi honoré dans la topographie comme par des monuments. Le nouveau héros est comparé aux héros antiques et voué à l'immortalité. Au Québec même, ces hommages sont souvent couplés aux hommages à Montcalm, unissant la mémoire des deux généraux qui se seront fait face durant l'été 1759.

## Hommage à la suite de son décès
Une statue est érigée à l'observatoire royal de Greenwich ainsi qu'un mémorial à l'abbaye de Westminster.
Une route à Greenwich, près d'une maison où il a habité, s'appelle General Wolfe Road.
Son lieu de naissance, Westerham dans le Kent en Angleterre, possède aussi une statue de lui. Il y a aussi un mémorial qui lui est consacré dans l'église paroissiale de Westerham, sous la forme d'un vitrail.
La ville de Wolfeboro située dans l'État du New Hampshire, aux États-Unis, est baptisée en sa mémoire en 1759.
Une autre statue de Wolfe existe à New York et la ville, ironiquement, sera envahie par l'armée britannique en 1776.
Une colonne à la mémoire de Wolfe s'élève devant l'entrée du Musée national des beaux-arts du Québec à Québec, à l'endroit où il est mort. Le monument Wolfe, surmontée d'un heaume et d'un glaive, a été détruite par des sympathisants du Front de libération du Québec (FLQ) en 1963 à l'aide d'un treuil. Elle a été reconstruite par la suite.
La chanson « Maple Leaf Forever », enseignée dans les écoles canadiennes-anglaises, célèbre Wolfe.

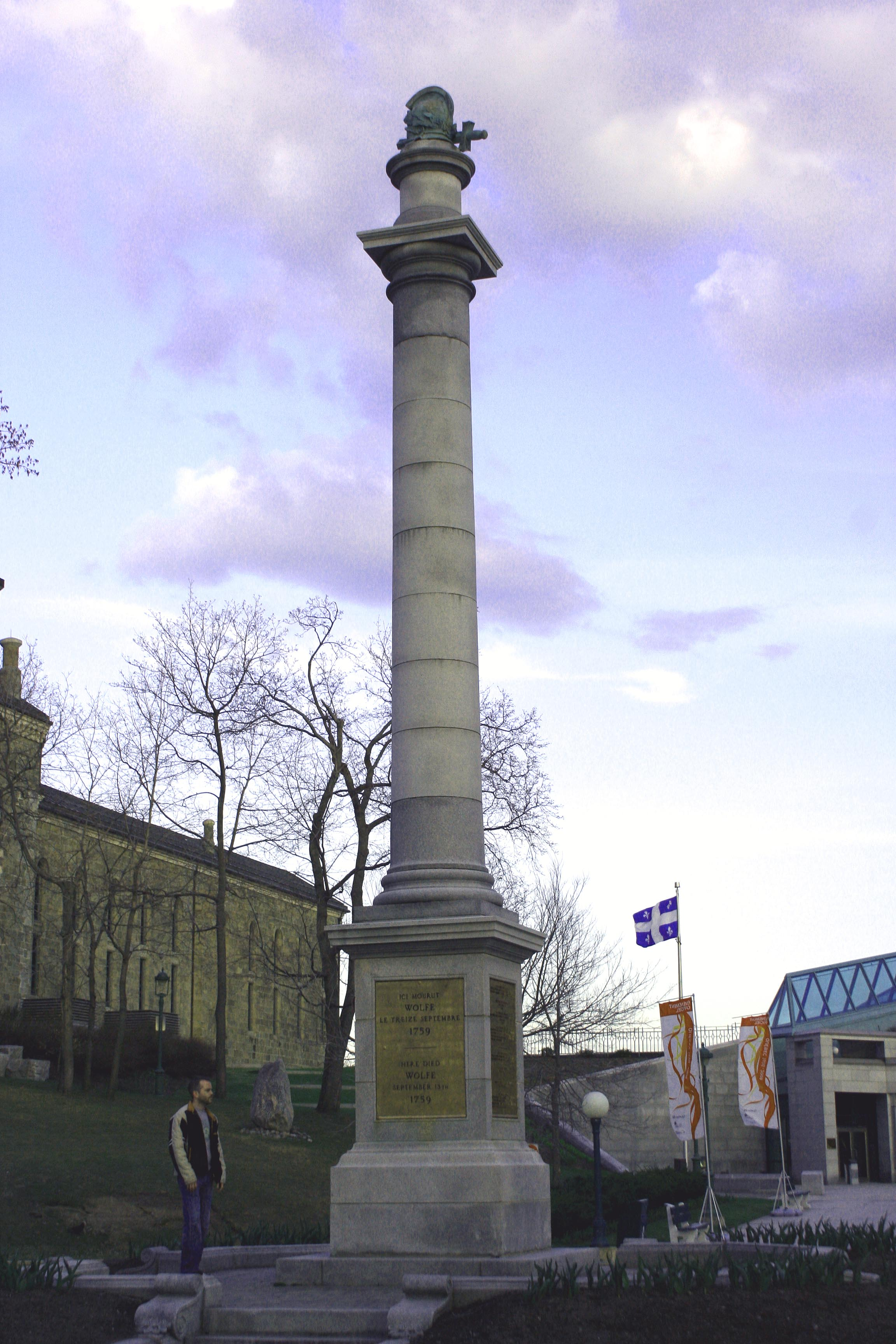
Le monument Wolfe a été érigé à l'endroit présumé de sa mort.

Un obélisque à la mémoire de Wolfe victorieux était en place à l'endroit de sa mort sur les Plaines d'Abraham depuis le XIXe siècle. Régulièrement vandalisée, elle a fini par être isolée dans un carrefour giratoire tandis que la mention victorieux a été définitivement effacée.
La maisonnette occupée par Wolfe pendant la majorité de la campagne de 1759 n'a pas été transformée en monument, mais en toilette publique, sans la moindre inscription.

## Controverse
La légende dorée du général Wolfe est remise en question depuis longtemps par l'historiographie. Si le monde académique canadien-anglais et britannique reste globalement sympathique à la mémoire de Wolfe,,,, il n'en est pas de même pour les historiens francophones ou américains,,,,. Plusieurs crimes de guerre émaillent sa carrière et sont mis de l'avant pour justifier cette réévaluation du personnage.

### Crimes de Guerre

#### Écosse
La répression de la rébellion jacobite en Écosse est un moment noir de l'histoire écossaise. Le massacre est généralisé, les forces anglaises ne prenant que très peu de prisonniers écossais et se livrant à un grand nombre de crimes de guerre. Wolfe n'en sort pas sans taches: le zèle qu'il met dans les massacres ordonnés par Lord Cumberland, dit le Boucher, dépasse de beaucoup le simple devoir militaire. Blessés achevés sur le champ de bataille, exécution de prisonniers, répression de la population et massacre de civils furent le lot des Écossais. Wolfe fut félicité pour son « assiduité dans la chasse aux rebelles. »
Une certaine légende rapporte que, lors de la répression, Wolfe refuse net d'obéir à un ordre direct du général Cumberland qu'il juge contraire à l'honneur. Ce dernier exige l'assassinat de sang-froid d'un Highlander blessé. Plusieurs historiens spécialistes ont tenté sans succès de prouver la véracité de cette désobéissance improbable,.
Wolfe est également un rouage de la mission de pacification de l'Écosse après la rébellion jacobite. Partisan de la méthode forte, il n'hésite pas à sacrifier quelques-uns de ses hommes pour arriver à ses fins. C'est ainsi qu'il les envoie par exemple provoquer les Écossais, leurs réactions justifiant alors une répression brutale.

#### Gaspésie
Malgré la volonté de plusieurs auteurs, de trouver des justifications militaires aux ravages de Wolfe en Gaspésie à la suite de la chute de Louisbourg, l'historiographie récente démontre plutôt qu'il s'agissait avant tout de se venger sur la population de la frustration britannique à ne pouvoir attaquer Québec en 1758. On parle même de « massacres sanglants, d'atrocités mal déguisées ordonnées par un général se réjouissant des souffrances civiles». Si les pêcheries gaspésiennes étaient en effet une source appréciable de vivres pour une colonie menacée par la famine, l'attaque anglaise vint après le départ des navires transportant les stocks de poisson de l'année, trop tard donc pour justifier une telle opération de terreur sur des bases strictement militaires.

#### Québec
La campagne de 1759 est elle aussi parsemée d'actions en contravention avec les lois de la guerre de l'époque. Si le bombardement de la ville de Québec, fortifiée et évacuée d'une partie de ses habitants, se justifie alors par une nécessité militaire, l'emploi de munitions incendiaires visant spécifiquement les habitations civiles démontre une volonté de casser la population. Ce bombardement de terreur laissera la ville en ruine. Les razzias ordonnées par Wolfe sur la rive sud de Québec sont, elles, sans justifications. « Je ne suis pas certain de savoir pourquoi, quelques jours avant la bataille des Plaines, Wolfe fait mettre le feu aux fermes de la côte sud. Mais il n'avait pas caché son intention de "voir la vermine canadienne saccagée", de semer la "famine" et la "désolation", et même d'expédier en Europe le plus grand nombre possible de Canadiens. Chez ces derniers, on craignait la déportation » écrit l'historien Deschênes. Selon Stacey, cette campagne ne sera justifiée que par la colère éprouvée par Wolfe devant ceux qui lui résistent.
L'historien britannique Jonathan R. Dull considère quant à lui que Wolfe fait preuve de la même « cruauté » au Canada que celle qu'il a manifestée dans la répression sauvage de la révolte écossaise de 1745-1746. L'historien américain de référence sur l'époque, Fred Anderson, écrit même que: « À la fin du mois d'août, le terrorisme de Wolfe a réduit l'agréable vue d'un pays délicieux qui était beau à voir en juin, avec ses moulins à vent, ses moulins à eau, ses églises, ses chapelles, ses fermes, toutes construites en pierre et isolées, en un désert fumant. Une estimation conservatrice par un témoin parlait de 1400 fermes détruites. Personne n'a jamais pu comptabiliser le nombre de viols, de scalpages, de vols et de meurtres gratuits perpétrés durant ce mois d'horreur sanguinaire. » Contrairement à ce qu'il prétend par la suite, Wolfe n'épargne alors aucune ferme en aval de Québec sur les deux côtés du Saint-Laurent. Les civils désarmés qui ne montrent pas d'empressement à collaborer sont tués, certains pendus.
Désireux de briser le moral de la population, Wolfe organise un bombardement intensif de la ville de Québec. Pour ce faire, il installe des batteries sur la Pointe-Lévy. Son utilisation de munitions incendiaires et la volonté de s'attaquer aux habitations civiles sont aujourd'hui comparées aux bombardements de terreurs organisés pendant la Seconde Guerre mondiale
Il doit être mentionné que Wolfe et ses hommes considèrent la campagne de Québec comme une revanche pour les ravages perpétrés par les défenseurs de la Nouvelle-France dans les colonies britanniques depuis l'époque de Frontenac. La petite guerre pratiquée par les soldats français et leurs alliés amérindiens est en effet terrible pour les populations et s'accompagne de scalpage, d'incendies et de meurtres. Wolfe justifiera lui-même ses actions en affirmant tirer du plaisir à l'idée de faire payer la « vermine canadienne » pour sa cruauté inouïe.

### Autres critiques

#### Tensions avec les coloniaux américains
Si Wolfe est détesté de plusieurs de ses officiers, il est adoré par les simples soldats d'origine anglaise. Par contre, ses relations avec les soldats coloniaux sont exécrables. Il écrit par exemple que « les Américains sont généralement les chiens les plus lâches et méprisables que l’on puisse imaginer. On ne peut pas leur faire confiance dans la bataille. Ils tombent raides morts dans leur crasse et désertent par bataillons entiers, avec leurs officiers et tout le reste. De tels vauriens sont plutôt une entrave qu’une réelle force pour une armée». Son refus d'utiliser leur expérience du combat en Amérique septentrionale et de se limiter aux stratégies européennes exposera son armée à un harcèlement constant par les troupes légères franco-amérindiennes et lui fera subir de lourdes pertes dans les heures précédant la bataille des Plaines d'Abraham.

#### Talent militaire
La légende britannique fit de Wolfe un militaire de génie,,. Pour Beckles Wilson, « ce jeune homme singulier était à la guerre ce que le jeune Pitt était à la politique, ou John Keats aux lettres». Pourtant, ses subordonnés, Townsend en tête, remettent sa compétence en question dès 1759. À partir de 1936, de nombreux historiens militaires étudient en question cet aspect de la légende du général. Le Canadien anglais E.R. Adair fut le premier à affirmer qu'il ne possédait pas les talents d'un grand général. Hibbert montre un Wolfe sans scrupule, névrotique et pédant. Stacey, auteur d'un ouvrage faisant autorité sur le siège de 1759, n'a pas de mots assez durs pour critiquer les décisions de Wolfe tout au long de la campagne. Excellent tacticien et habile organisateur, il n'est ni capable de s'entendre avec ses subordonnés ni d'imaginer une manière de déjouer la stratégie de Montcalm sans recourir à une stratégie de terreur contre les civils. Sa victoire des plaines d'Abraham repose sur un plan excessivement risqué qui aurait pu se transformer en désastre et laisse l'armée anglaise prisonnière des murs de Québec, ce que Lévis leur fera payer chèrement en 1760.